# Bogdanovci
Bogdanovci är en ort i Kroatien.   Den ligger i länet Srijem, i den östra delen av landet, 240 km öster om huvudstaden Zagreb. Bogdanovci ligger 97 meter över havet och antalet invånare är 807.
Terrängen runt Bogdanovci är platt, och sluttar norrut. Runt Bogdanovci är det ganska glesbefolkat, med 39 invånare per kvadratkilometer. Närmaste större samhälle är Vinkovci, 11,4 km sydväst om Bogdanovci. Trakten runt Bogdanovci består till största delen av jordbruksmark.